# 5879 Almeria

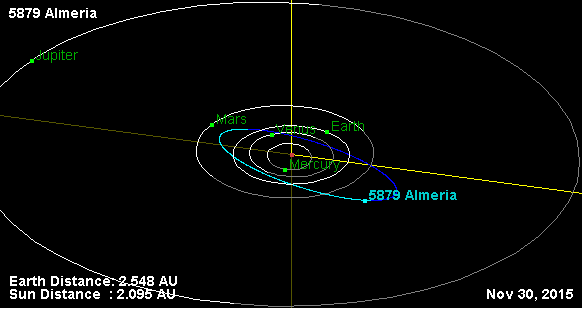

5879 Almeria è un asteroide near-Earth. Scoperto nel 1992, presenta un'orbita caratterizzata da un semiasse maggiore pari a 1,6242990 au e da un'eccentricità di 0,2893644, inclinata di 21,57981° rispetto all'eclittica.
L'asteroide è dedicato alla città spagnola di Almería.